# La stella del Sud (romanzo)
La stella del Sud è un romanzo scritto dallo scrittore francese Jules Verne nel 1884.

## Trama
Cyprien Méré è un ingegnere francese che visita il Sudafrica per studiare i diamanti e la loro formazione.
Durante la sua permanenza si innamora perdutamente, ricambiato, di Alice Watkins, figlia di John Watkins - uno dei più importanti proprietari della zona. Cyprien però non riesce ad ottenere il permesso di sposarla per via della sua povertà e della mancanza di una posizione importante all'interno della società. Cyprien decide di mettersi in società con l'amico Thomas Steel per aprire un'impresa mineraria assumendo mano d'opera locale. Tuttavia la loro impresa fallisce perché la miniera crolla causando alcuni morti ma Cyprien riesce a salvare la vita ad uno dei lavoratori di nome Matakit.
Alice convince Cyprien a riprendere i suoi studi e il francese, assistito da Matakit, al termine di un lungo studio riesce a concepire un procedimento in grado di produrre diamanti sintetici. Dopo aver prodotto un gigantesco diamante artificiale, battezzato "Stella del Sud" da 243 carati (48.6 grammi), torna da John Watkins offrendoglielo per avere la mano della figlia. John acconsente e organizza un grande banchetto. Durante il banchetto, il diamante scompare. Anche Matakit non si trova più. Tutti credono che l'africano sia fuggito con il diamante.
John offre la mano di sua figlia a chiunque sia in grado di riportare il diamante. Ovviamente Cyprien partecipa e dà la caccia a Matakit ma, dopo averlo trovato, scopre che questi non aveva rubato il diamante che invece era stato mangiato da Dada, lo struzzo di Alice. Temendo di non essere creduto e di essere accusato Matakit aveva deciso di fuggire ugualmente.
Ma le vicende del gigantesco diamante non sono finite. Dopo essere stato recuperato, Cyprien è messo sotto accusa perché la produzione artificiale di diamanti è una minaccia per l'attività mineraria. Matakit dichiara di aver trovato il diamante nella frana e di averlo inserito nell'esperimento di Cyprien. Cyprien è scioccato. Infine la Stella del Sud si disintegra. Alla fine di questi e altri fatti, Cyprien e Alice si sposano e hanno una lunga vita felice.